# 普莱尼斯
普莱尼斯（法語：Plénise，法語發音：[pleniz]）是法国汝拉省的一个市镇，位于该省东部，属于隆斯勒索涅区。

## 地理
普莱尼斯（46°48'23"N, 6°1'46"E）面积5.43 平方千米，位于法国勃艮第-弗朗什-孔泰大區汝拉省，该省份为法国东部内陆省份，北起上索恩省，西北接科多尔省，西临索恩-卢瓦尔省，南至安省，东与杜省和瑞士接壤。
与普莱尼斯接壤的市镇（或旧市镇、城区）包括：沙普瓦、埃塞尔瓦勒塔特尔、翁格利耶尔、普莱尼塞特、米耶日。

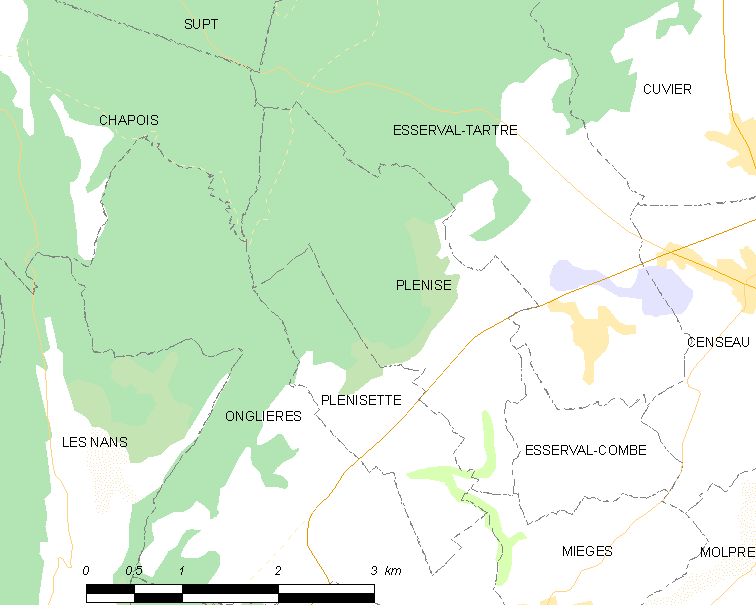
普莱尼斯的OSM定位图

普莱尼斯的时区为UTC+01:00、UTC+02:00（夏令时）。

## 行政
普莱尼斯的邮政编码为39250，INSEE市镇编码为39427。

## 政治
普莱尼斯所属的省级选区为圣洛朗昂格朗沃县。

## 人口

1962-2008年间普莱尼斯人口变化图示

普莱尼斯于2022年1月1日时的人口数量为63人。